# Piljenice
Piljenice est un village de la municipalité de Lipovljani (comitat de Sisak-Moslavina) en Croatie. Au recensement de 2011, le village comptait 417 habitants.